# 桜堤団地
桜堤団地（さくらづつみだんち）は、かつて東京都武蔵野市にあった日本住宅公団の造成した公団住宅である。

## 概要
1959年（昭和34年）、武蔵野市第二号の団地として竣工した。名前の「桜堤」とは、玉川上水にある「桜」の「堤」に由来する。団地の周りおよび団地内には桜の植生が多く見られ、これは団地が建て替えられた現在でも見られる。
段階的に閉鎖・解体が行われ、最終的には2004年（平成16年）に完全に解体された。同団地を建て替える際、それに反対する一部の居住者たちによって訴訟が起こされたが、原告が敗訴している。
現在は「サンヴァリエ桜堤」に建て替えられ、1999年（平成11年）10月 - 2005年（平成17年）11月に段階的に竣工・入居が行われた。

## 基本データ
- 竣工 : 1959年（昭和34年）
- 構成 : 153棟から構成、全1829戸
- 所在地 : 東京都武蔵野市桜堤一丁目

## 住棟構成
- 中層フラット棟 : 45棟（4階建て、5階建て、北廊下型）
- スターハウス : 1棟（5階建て）
- テラスハウス : 107棟（2階建て）

## 交通
- 武蔵境駅（東日本旅客鉄道・西武多摩川線）
- 境21線（小田急バス）
- 吉祥寺線・吉72、吉73（関東バス）